# 慢性甲状腺炎
慢性甲状腺炎（まんせいこうじょうせんえん、英: Chronic thyroiditis）あるいは橋本病（はしもとびょう、英: Hashimoto's thyroiditis）は、甲状腺における自己免疫疾患の一種である。この病気は、自己免疫疾患として認識された最初の病気であった。橋本病という呼称は、日本の橋本策が1912年に報告したことにちなむ。
甲状腺に慢性的な炎症が起き、首の腫れによる圧迫感、倦怠感、身体のむくみ、便秘、体重増加といった症状が出る。慢性甲状腺炎は、北アメリカおよび日本における原発性甲状腺機能低下症の原因のなかで最も頻度が高いものと考えられている。女性に多く（男性の10倍から20倍）、また45歳から65歳の年齢層で多くみられる。

## 研究史
1912年に九州帝国大学の橋本策は、摘出した橋本病患者の甲状腺の病理所見を詳細に検討し、胚中心を伴うリンパ濾胞形成、甲状腺濾胞の破壊像、濾胞上皮の好酸性変性、間質の線維化と増大という慢性甲状腺炎の病理所見をまとめ、ドイツ帝国留学中に同国の科学誌論文を発表した。
当時はあまり注目されずその後帰国して、伊賀（三重県西部）にて開業医として過ごした。1940年代より免疫学が発達して、自己免疫という概念が形成された。これらの研究の中で、甲状腺組織やチログロブリンでウサギを免疫すると、血中には甲状腺やチログロブリンに対する抗体が生じるばかりではなく、甲状腺が破壊され、橋本策が報告した病理組織像と類似の所見が得られることが判明した。
さらに慢性甲状腺炎患者に甲状腺に対する自己抗体が存在することも証明され、その抗体価は低下症の程度と相関することも明らかになった。なお当時はオタクロニー法による検査であり、現在の高感度法とは異なる。高感度法での抗TPO抗体や抗Tg抗体の抗体価は、組織破壊や甲状腺機能低下症への寄与は少ない。
このような研究を行ったのは、アメリカ合衆国ボルチモアのジョンズ・ホプキンズ大学のRoseや英国ロンドンのミドルセックス病院のDoniachのグループであった。彼らははじめにこのような病理所見を報告した橋本策に敬意を払い、Hashimoto's thyroiditisという名称を使用したため、欧米でこの名称が定着した。

## 原因
多くの自己免疫性疾患と同様に遺伝因子と環境因子の組み合わせで発症すると考えられており、家族歴が認められることもある。関連が示されている遺伝子としてはHLA-DR多型、HLA-DR3、HLA-DR4、HLA-DR5、T細胞の調節因子であるCTLA-4の多型と橋本病の発症には関連性が示されている。しかし、これらの遺伝子との関連は1型糖尿病、アジソン病、悪性貧血、白斑症をはじめ多くの自己免疫性疾患でも明らかになっている。
関連する遺伝子の種類は人種により大きく異なっており、またターナー症候群やダウン症候群、およびクラインフェルター症候群などの染色体異常の患者では有病率が高くなるとされる。また慢性的なヨウ素の過剰摂取は甲状腺機能低下症や甲状腺腫を誘発されることが知られているが橋本病の患者はさらに影響を受けやすいことが知られている。
病理学的な特徴としてはリンパ濾胞の形成、甲状腺上皮細胞の変性、結合組織の新生、円形細胞の瀰漫性浸潤である。2010年時点、病理生検によって橋本病の診断を行うことは非常に稀であり、甲状腺ペルオキシダーゼやチログロブリンに対する自己抗体を用いて診断される場合が多い。これらの抗体は胎盤移行性があるにもかかわらず、胎児に影響を与えないことが知られている。抗甲状腺ペルオキシダーゼ抗体（抗TPO抗体）、抗チログロブリン抗体（抗Tg抗体）は臨床上は重要な診断マーカーであるが病因としては進行中の自己免疫反応を増幅させる二次的なものである。
バセドウ病は自己反応性B細胞が産出する甲状腺刺激ホルモン受容体（TSHレセプター）に結合する自己抗体（抗TSH受容体レセプター抗体、TRAb）によって引き起こされる甲状腺濾胞細胞の機能亢進と増殖が病態の本態であるのに対して、橋本病はT細胞による甲状腺組織破壊が病態の中心であると考えられている。
バセドウ病の自己抗体であるTRAbの産生機構に関しては2017年、鳥取大学医学部医学科分子病理学分野の研究者によって、人間の9割以上が保有するヘルペスウイルスの一種である、エプスタイン・バール・ウイルス（EBウイルス）に感染しトランスフォーメーション（形質転換）した自己反応性のTRAb陽性B細胞から産生されていることが分子生物学的に明らかになった。
橋本病とEBウイルスの関連も報告されている。
2012年にイタリアのフェラーラ大学の Elisabetta Caselli を中心とする研究グループが、人間の9割以上が感染しているヒトヘルペスウイルス6型が健常対照群に比べ橋本病患者の甲状腺組織から高率に検出されることを示し、加えて甲状腺濾胞上皮細胞にヒトヘルペスウイルス6型が感染できること、橋本病患者は健常対照群に比べヒトヘルペスウイルス6型に感染した甲状腺細胞を傷害する顕著に効率的なNK細胞応答を保有していること、さらに橋本病患者は健常対照群に比べヒトヘルペスウイルス6型の潜伏感染遺伝子産物であるU94タンパク質に対する大きなCD4+ないしはCD8+T細胞応答を保有することを示した。
以降、橋本病とヒトヘルペスウイルス6型との関連を強力に支持する結果がいくつか報告されている。

## 病理
橋本策が報告した胚中心を伴うリンパ濾胞形成、甲状腺濾胞の破壊像、濾胞上皮の好酸性変性、間質の線維化と増大という所見は橋本病の特徴的な所見である。特に胚中心を伴うリンパ濾胞は二次リンパ組織でみられるようにT細胞領域、B細胞領域、樹状細胞、濾胞樹状細胞、マクロファージが含まれる。このような構造は異所性リンパ組織あるいは三次リンパ組織といわれる。異所性リンパ組織の形成過程はリンパ組織新生と呼ばれ、二次リンパ組織の形成と類似している。リンホトキシン依存性である点は二次リンパ組織に類似するが被膜がなく、リンパ管がなく、炎症環境に接している点が二次リンパ組織と異なる。機能も二次リンパ組織に類似しておりB細胞とT細胞は異所性リンパ組織で抗原刺激を受けてエフェクター細胞へ分化しB細胞はさらに体細胞高頻度変異とクラススイッチ（アイソタイプスイッチ）を受ける。異所性リンパ組織は関節リウマチ、バセドウ病、多発性硬化症など他の自己免疫性疾患や慢性C型肝炎など慢性炎症で認められるが橋本病に比べると稀である。

## 病態・症状
慢性甲状腺炎により甲状腺機能低下が起こるとされるが、慢性甲状腺炎の症例全体の中で、甲状腺機能の指標の一つである血清遊離チロキシン（fT4）濃度が低下している症例は約4分の1程度にとどまる。明らかな甲状腺機能異常を伴わない症例や、甲状腺刺激ホルモン（TSH）値が軽度上昇するも血清fT4濃度や血清遊離トリヨードチロニン（fT3）濃度の低下がみられない、潜在的甲状腺機能低下症の段階にとどまる症例の方が多い。また、病初期には「ハシトキシコーシス (Hashitoxicosis)」と呼ばれる甲状腺破壊により一過性の甲状腺中毒症を来たす無痛性甲状腺炎になり甲状腺機能の亢進が起こる。
白血球、とくにTリンパ球の甲状腺への浸潤も特徴的である。非ホジキンリンパ腫との関連が指摘されている。
診察所見としては瀰漫性の甲状腺腫大（diffuse goiter）が見られる。また、病初期には甲状腺機能亢進による症状（体重減少、脈拍数の増加など）を呈しうるが、その後は甲状腺機能低下に起因する症状が出現する。体重増加、うつ状態、全身の疲れ、脈拍数の低下、高コレステロール血症、便秘、記憶力の低下、不妊、毛髪の脱落などが起こりうる。

## 診断
日本甲状腺学会によりガイドライン案が策定されている。これによると、臨床所見としては瀰漫性の甲状腺腫大（ただしバセドウ病などの別疾患によるものを除外する）を、また検査所見は甲状腺の自己抗体（抗甲状腺マイクロゾーム抗体、抗甲状腺ペルオキシダーゼ抗体、抗チログロブリン抗体）、または 細胞診におけるリンパ球の浸潤所見を確認し、臨床所見の存在ならびに検査所見のうちいずれか一つの陽性をもって慢性甲状腺炎の診断がなされる。抗甲状腺抗体は細胞診と比較して感度、特異度ともに高い検査と考えられている。
慢性甲状腺炎であることの診断には甲状腺ホルモン値は影響しないが、甲状腺機能異常の合併がよくみられること、また甲状腺機能異常に対しては治療介入が必要であることから、甲状腺機能異常を念頭においた問診と、甲状腺機能（前述のfT4, fT3, TSH値）の測定も必要とされる。

### 超音波検査
出典については脚注参照。
超音波検査での橋本病典型像は、辺縁は鈍化し、表面に凹凸が見られ厚みが増し、内部エコーが瀰漫性に低下し、全体的に粗いエコー像が特徴的である。低エコーの部分も一様でなく不均一なことが多い。内部エコーが著明に低い症例では前頚筋群との境界が不鮮明となる。瀰漫性甲状腺腫は成人の場合は最大横径が20mm以上、最大縦径15mm以上、峽部4mm以上といった簡易診断基準でしばしば判定される。典型例は前述の通りであるが橋本病の超音波像は多彩なことも知られている。内部エコーが正常に近い症例や稀に局所的な低エコーを呈するもの、腫瘤性病変を形成するもの（偽腫瘍形成）、また著明な萎縮を呈するものなど多彩な像を呈することも知られている。内部エコーの低下は病状の進行とともに起こる濾胞構造の破壊、リンパ球浸潤や線維化などの組織学変化を反映していると考えられる。内部エコーの低下は抗TPO抗体や抗Tg抗体など甲状腺自己抗体の高力価例や機能低下例に多い。また内部エコーが低下した甲状腺機能正常症例は、将来機能低下に移行しやすいことも知られている。偽腫瘍形成に関しては1cm前後の高エコーを呈する境界不明朗な充実性腫瘤像の場合が多いが、多彩な像（多発結節形成、嚢胞形成や石灰化など）を呈しうるため吸引細胞診が鑑別に重要である。しばしばリンパ節腫大も伴い、軽度の傍気管を含む甲状腺腫大は比較的よく遭遇する。

## 治療
甲状腺腫大が軽度で、甲状腺機能低下のない症例では、特別な治療は行わずに、年に1回程度の診察で経過を観察する。慢性甲状腺炎患者においては甲状腺機能は変動しやすいため、定期的な経過観察が勧められる。また甲状腺機能異常（低下症や亢進症）の症状が出現したときには主治医を受診する必要がある。
甲状腺機能低下を伴う症例に対しては、甲状腺ホルモン剤の補充を行う。一般には合成チロキシン (T4) 製剤であるレボチロキシンナトリウム (Levothyroxine) （商品名「チラーヂンS」）の内服を行うことが多い。T4製剤の場合、血中半減期が長い（約7日）ため、1日1 回の内服で血中の甲状腺ホルモン濃度をコントロールできる。TSHの正常化が投与量の目安となる。

## 甲状腺自己抗体と慢性甲状腺炎の関連
人間ドック受診者を対象とした研究では抗TPO抗体、抗Tg抗体のいずれかが陽性であったものはおよそ18%程度認められるとしている。米国のNHANSEⅢという研究でも同様の結果が得られている。このうち長期経過観察で実際に甲状腺機能低下症を示すものはおよそ20%とされている。即ち、甲状腺学会の診断基準における疑い例を含めると一般人口の18%が慢性甲状腺炎と考えられる。自己抗体のみ陽性で甲状腺腫大を認めない例は病気の初期と考えられ、潜在性自己免疫性甲状腺炎として広義の橋本病に含める。

### 推定される自然歴
出典
|                | 潜在性自己免疫性甲状腺炎 | 慢性自己免疫性甲状腺炎             | 古典的橋本病                       | 萎縮性甲状腺炎 |
| -------------- | ------------------------ | ---------------------------------- | ---------------------------------- | -------------- |
| 病態           | 初期                     | 中期                               | 後期                               | 終末期         |
| 甲状腺自己抗体 | 陰性 - 陽性              | 陽性                               | 陽性                               | 陽性 - 陰性    |
| 甲状腺腫腫大度 | なし                     | 軽度から中等度、軟から硬           | 大、硬                             | なし           |
| 甲状腺機能     | 正常                     | 正常、機能低下、破壊性甲状腺中毒症 | 正常、機能低下、破壊性甲状腺中毒症 | 機能低下       |

橋本病は不均一な疾患であり一般化は難しいが、疫学調査から自然歴が推定されている。6歳から12歳では慢性甲状腺炎は稀であるが思春期を契機に甲状腺自己免疫現象が促進し、散在性のリンパ球浸潤と甲状腺自己抗体産出を来たす（無症候性甲状腺炎）、出産やストレス、ヨード負荷によって自己免疫現象や甲状腺機能が一過性に増悪しながら40歳以上になり約20%近くに甲状腺への炎症細胞浸潤を来たす。次第に瀰漫性変化を来たし、間質系の反応、濾胞上皮の変性、線維化などを生じると甲状腺が腫大する（甲状腺腫台の原因はリンパ球浸潤など慢性炎症によるものと高TSH血症による代償性肥大の機序が想定されている）。そして潜在性、顕性の機能低下症が増大する。TSH受容体に対する抗体まで生じそれが刺激性であればバセドウ病となり、阻害性であるか甲状腺細胞のアポトーシスなどを伴うと甲状腺は萎縮してくる。慢性甲状腺炎の約0.1%から0.2%が約10年以内に甲状腺悪性リンパ腫に移行する可能性を秘めている。他臓器の自己免疫異常を伴うと膠原病などを発症し、腎障害を伴うと予後不良となる。

## 慢性甲状腺炎とその他の自己免疫疾患の合併
甲状腺自己抗体は多くの自己免疫性疾患の患者で陽性となるとされており、橋本病の合併が疑われる。自己免疫性疾患の中では関節リウマチ、SLEなどにおける合併がよく知られているが、線維筋痛症との合併率は40%と圧倒的に多く、甲状腺自己抗体陽性例と陰性例では臨床像では差が認められないものの、重症度が陽性例の方が強い傾向が示唆されている。他にも脳症、脊髄症、末梢神経障害、うつ病、躁うつ病、認知症に対しても関連が指摘されている。
悪性貧血
悪性貧血症例における慢性甲状腺炎の併発率は高く、抗TPO抗体陽性が50%、抗TG抗体が14%程度に認められる。12%の症例に顕性の甲状腺機能低下症、15%に潜在性の甲状腺機能低下症がみられるという報告もある。
アジソン病
アジソン病症例ではバセドウ病が10%、慢性甲状腺炎が10%合併している。
抗核抗体
抗核抗体は健常人でも10 - 20%ほど陽性でありリウマチ・膠原病が疑われる症例での測定が進められる。臨床検査ではヒト由来の培養細胞を用いて希釈血清を用いて核の染色型を顕微鏡によって判定している。慢性甲状腺炎では20 - 30%で抗核抗体が陽性となる。抗平滑筋抗体、抗ssDNA抗体、抗カルジオリピン抗体の陽性率も高いが疾患特異的な自己抗体は陰性であることがほとんどである。
全身性エリテマトーデス
全身性エリテマトーデスはHLA-DR3を疾患感受性遺伝子として発症し、自己免疫性甲状腺炎の併発が多いことで知られている。甲状腺自己抗体は健常対照者の陽性率は30%以下であるのに対してSLE症例では半数が陽性であり顕性の甲状腺機能低下症が6%、機能亢進症が2%で認められる。
関節リウマチ
シェーグレン症候群
シェーグレン症候群の約7%で橋本病が認められ、約3%でバセドウ病が認められている。逆に橋本病の16%にシェーグレン症候群が認められている。
重症筋無力症
重症筋無力症はHLR-DR3やB8が疾患感受性遺伝子であり、甲状腺疾患、特にバセドウ病の併発がよく知られている。
1型糖尿病
1型糖尿病症例の6 - 40%で甲状腺自己抗体が陽性になるとされている。

## 橋本病に伴う中枢神経障害
甲状腺機能異常に伴う神経症状としては甲状腺機能低下症による意識障害、認知症、運動失調などを来す粘液水腫脳症、甲状腺機能亢進症に伴う痙攣、躁状態、妄想、不随意運動を来たす甲状腺中毒脳症などが知られている。これらは甲状腺ホルモンの値の正常化によって改善される。これとは別に甲状腺ホルモン値の異常が軽度もしくは正常範囲にもかかわらず神経症状を示すことが知られ、ステロイドによって改善が認められる症候群が知られている。橋本病の合併が多いことからこのような群を橋本脳症と呼ぶ。